# Stomias boa ferox
Stomias boa ferox es una subespecie de pez de la familia Stomiidae en el orden de los Stomiiformes.

## Morfología
Los machos pueden llegar alcanzar los 30 cm de longitud total.

## Reproducción
Es ovíparo

## Alimentación
Come peces hueso y crustáceos.

## Hábitat
Es un pez de mar que se encuentra en las aguas abisales en profundidades que van entre 150 - 2.500 metros

## Distribución geográfica
Se encuentra en el  Atlántico oriental (en Islandia hasta las Islas Canarias) y el  Atlántico occidental (desde  Groenlandia hasta los Estados Unidos ).